# Liochthonius moritzi
Liochthonius moritzi är en kvalsterart som beskrevs av Balogh och Sandór Mahunka 1983. Liochthonius moritzi ingår i släktet Liochthonius och familjen Brachychthoniidae. Inga underarter finns listade i Catalogue of Life.